# Deus ajuda a quem se ajuda

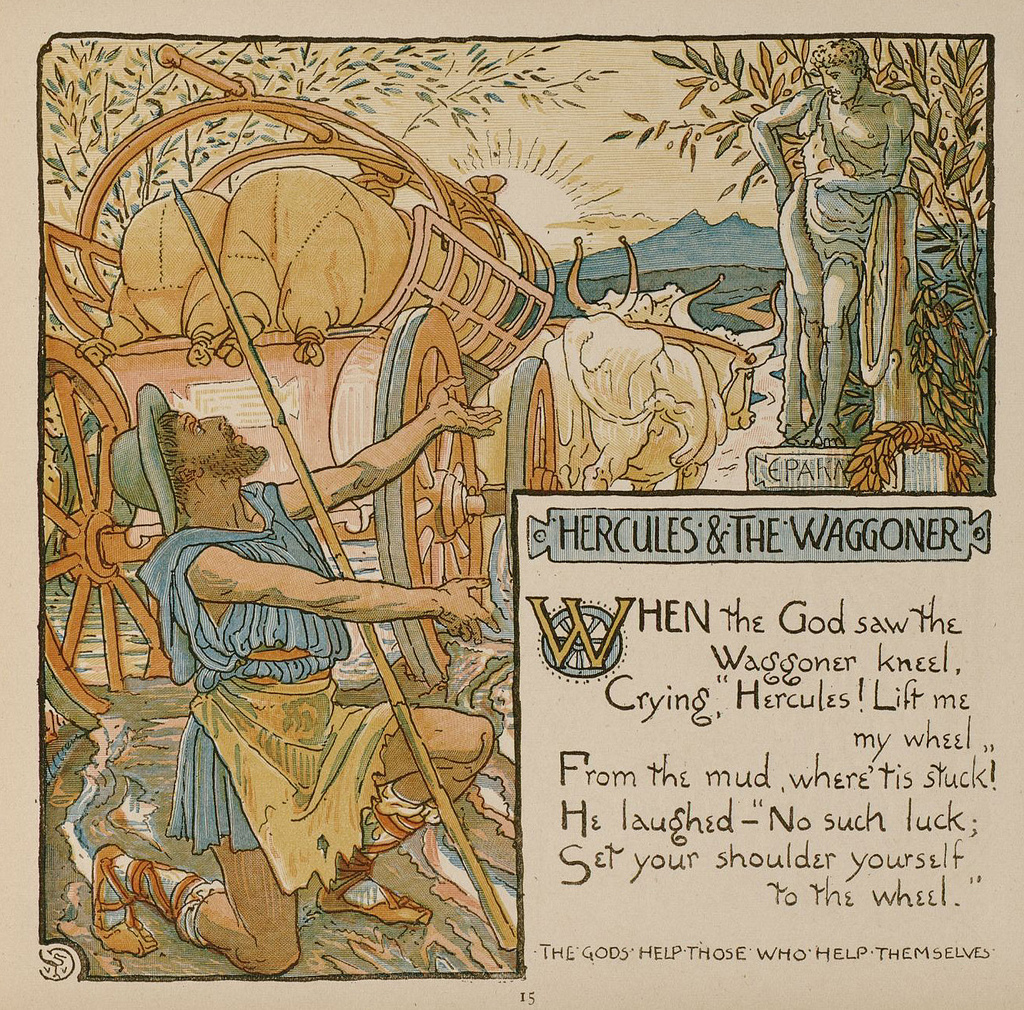
Ilustração da fábula Hércules e o Carroceiro, que em sua moral expressa a ideia de que "os Deuses ajudam aqueles que se ajudam". Ilustração de Walter Crane (1887)

A frase "Deus ajuda aqueles que ajudam a si mesmos" ou "Deus ajuda a quem se ajuda" é um lema que enfatiza a importância da auto-iniciativa e da agência. A expressão existe em diversos idiomas e é usada para inspirar as pessoas a agirem em benefício próprio.
A expressão originou-se na Grécia antiga e desde o princípio pode ter tido um caráter proverbial. Ela é ilustrado por duas das Fábulas de Esopo e um sentimento semelhante é encontrado no antigo drama grego. Apesar de ser por vezes atribuída a Benjamin Franklin, mesmo em língua inglesa a expressão aparece na obra de outros autores que o antecederam. A frase também é confundida como uma citação bíblica, apesar de não aparecer nesse livro. De fato, alguns cristãos criticam a expressão como sendo contrária à bíblia. Por outro lado, uma variante da frase pode ser encontrada no Alcorão.

## Origens
O sentimento expresso neste lema aparece em antigas tragédias gregas, das quais apenas fragmentos chegaram à atualidade. Em sua Filoctetes (c. 409 a.C.), Sófocles escreveu: "Nada bom jamais vem de lazer inútil; E o céu nunca ajuda os homens que não agem". Em Hipólito (428 a.C.), de Eurípides, aparece a expressão "Tenta primeiro tu mesmo, e só depois chama a Deus; Pois para o trabalhador o próprio Deus empresta ajuda".
Uma versão similar, "Deus ajuda aqueles que ousam", também traduzida como "as divindades ajudam aqueles que ousam" (audentes deus ipse iuuat), aparece na obra Ovídio, mais especificamente em Metamorfoses (parágrafo 10.586). A frase é falada por Hippomenes, quando este contempla se deve competir em uma corrida contra Atalanta, por sua mão em casamento. Se Hippomenes competisse e perdesse, no entanto, ele seria morto. Hippomenes decide desafiar Atalanta para uma corrida e, com a ajuda de Vênus, é capaz de vencer a corrida.
O mesmo conceito é encontrado na fábula Hércules e o Carroceiro, registrada pela primeira vez por Babrio no século I. Nela, uma carroça cai em um barranco (ou, em versões posteriores, atola na lama) e, quando o seu dono apela para Hercules em busca de ajuda, este lhe responde para que trabalhe por si mesmo. Esopo é creditado com uma fábula semelhante, sobre um homem que pede ajuda à deusa Athena quando seu navio naufraga, e que é aconselhado por ela a primeiro tentar nadar por si mesmo. Especula-se que ambas as histórias foram criadas para ilustrar um provérbio já existente.
O autor francês Jean de La Fontaine adaptou a primeira destas fábulas como Le chartier embourbé (Fábulas VI.18) e emprega o lema Aide-toi, le ciel t'aidera. (Ajuda-te a ti mesmo e o céu te ajudará). Um pouco mais cedo, George Herbert já havia incluído "Ajuda-te a ti mesmo e Deus te ajudará" em sua coleção de provérbio, Jacula Prudentum (1651). Contudo, foi o teórico político inglês Algernon Sidney quem introduziu a redação, hoje familiar, "Deus ajuda aqueles que ajudam a si mesmos". Benjamin Franklin usaria posteriormente este mesmo lema em sua obra Poor Richard's Almanack (1736).

### Textos islâmicos
- Uma passagem com sentimentos semelhantes podem ser encontrados no alcorão:

De fato Alá não mudará as condições de um povo até que este mesmo mude-se a si mesmo. Qur'an 13:11
- Confie em deus, mas amarre seu camelo é um provérbio árabe com um significado semelhante. É também um relato atribuído a Maomé. De acordo com Tirmidhi, um dia Maomé notou um beduíno deixar seu camelo sem amarrá-lo. Ele teria perguntado ao beduíno, "por que você não amarre seu camelo?", a que este respondeu "eu coloquei minha confiança em deus". Maomé teria então dito "amarre seu camelo e coloque a sua confiança em deus".[14]

### Outros usos históricos
- A expressão aparece no título da sociedade francesa Aide-toi, le ciel t'aidera, que desempenhou um papel importante na emergência da Revolução de julho de 1830 na França.[15]
- A expressão aparece no título da sociedade canadense Aide-toi, le ciel t'aidera, que é creditada com a introdução da celebração do Saint-Jean-Baptiste Day dentre os canadenses francófonos.
- Aide-toi et Dieu t'aidera (Ajuda-te e Deus te ajudará) foi o mote do famoso navio confederado CSS Alabama, durante a Guerra Civil Americana.